# Blaberus asellus
Blaberus asellus är en kackerlacksart som först beskrevs av Carl Peter Thunberg 1826.  Blaberus asellus ingår i släktet Blaberus och familjen jättekackerlackor. Inga underarter finns listade.